# Дамен, Ян
Ян Хендрик Самуэль Беньямин Дамен (нидерл. Jan Hendrik Samuel Benjamin Damen; 30 июня 1898, Бреда — 20 декабря 1957, Амстердам) — нидерландский скрипач.
Окончил Гаагскую консерваторию, затем учился частным образом у Андре Спора и Карла Флеша. В 1917—1918 гг. начал концертную деятельность в дуэте с пианисткой Моной Шолте из Гронингена, на которой в 1920 г. женился.
В 1919—1921 гг. первая скрипка Берлинского филармонического оркестра, затем недолгое время в Оркестре Гевандхауса. В 1923 г. перебрался в Дрезден и занял пост концертмейстера Дрезденского филармонического оркестра при дирижёре Эдвине Линднере. В Дрездене у Дамена учился Хорст Фёрстер. Там же он начал практиковаться как дирижёр. В 1929 г. дал два концерта в Москве как солист с Персимфансом, в 1930 г. совершил гастрольный тур по Нидерландской Индии, в 1932 г. — по Испании.
Работал в Дрездене до конца войны, все вещи Дамена погибли при бомбардировке города. Затем недолгое время занимал пост концертмейстера в Гётеборгском симфоническом оркестре, а в 1948 г. вернулся в Нидерланды и до конца жизни был концертмейстером Оркестра Консертгебау.
Записал Концерт для скрипки с оркестром № 5 Моцарта с Саксонской государственной капеллой под управлением Карла Бёма (1938) и концерт для скрипки с оркестром Яна Сибелиуса с Лондонским филармоническим оркестром под управлением Эдуарда ван Бейнума (1950), а также ряд произведений И. С. Баха.
Имя Дамена носит улица (нидерл. Jan Damenstraat) в Схидаме.